# Rhantus pederzanii
Rhantus pederzanii är en skalbaggsart som beskrevs av Toledo och Paolo Mazzoldi 1996. Rhantus pederzanii ingår i släktet Rhantus och familjen dykare. Inga underarter finns listade i Catalogue of Life.

## Bildgalleri

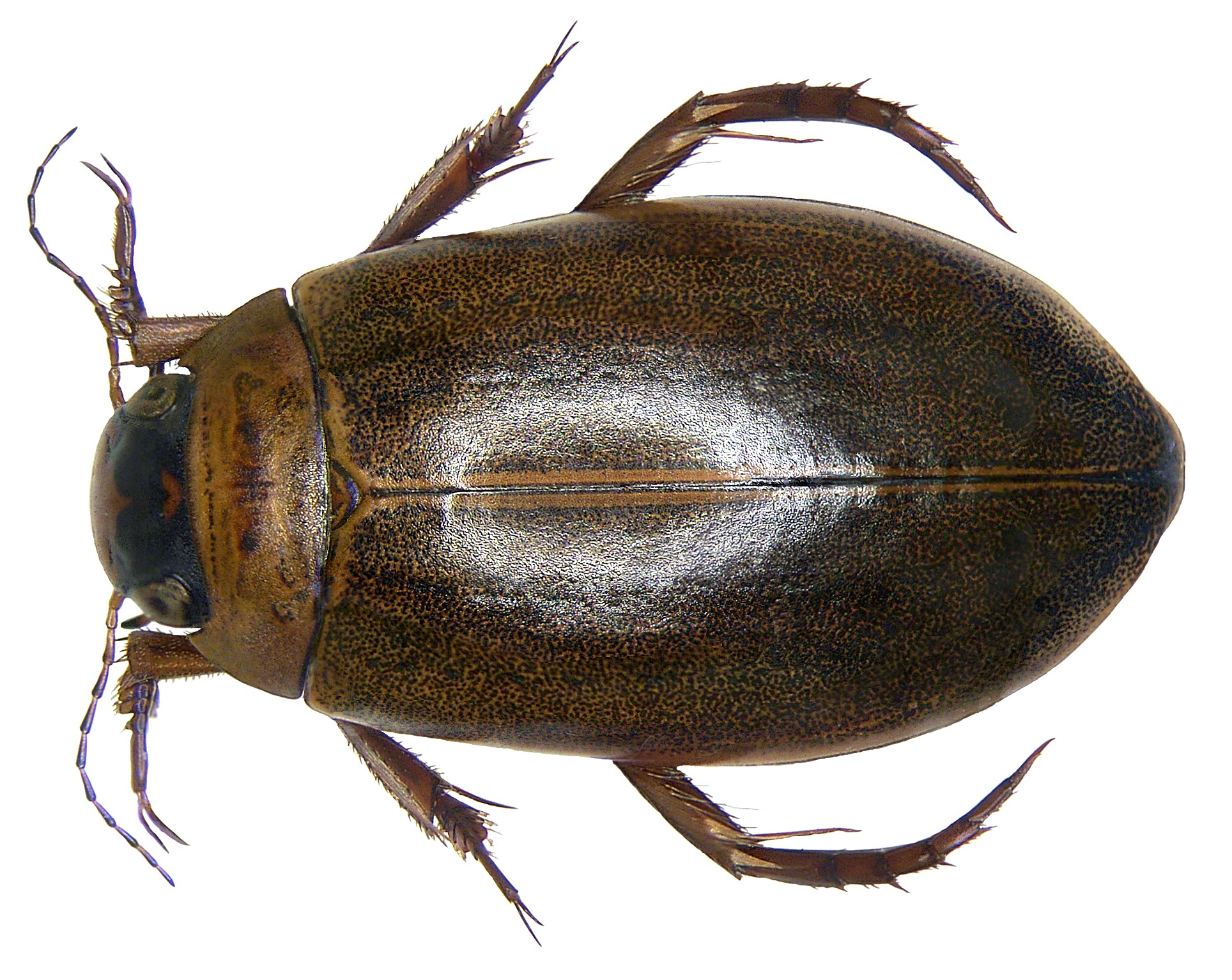